# 豪威科技
OMNIVISION是一個中國公司，致力於設計和開發先進的數碼成像技術和產品，從事圖像感測器設計、研發和市場銷售的數碼影像處理方案，用於智能手機、手提電腦、平板電腦、攝像頭、娛樂設備、安防系統、汽車和醫療成像系統等。
OMNIVISION總部位於美國加州聖克拉拉，在美國、歐洲和亞洲各國設有三十余個辦事處，並在挪威、比利時、新加坡、中國和美國，全世界總共設有10個研發中心。
2000年前身豪威科技在納斯達克上市，並在早期手機市場上取得一定成績，2016年隨著業績與供應能力的下滑，豪威科技由中信資本、北京清芯華創和金石投資組成的中國財團收購。
2018年4月，韋爾股份重啟了對豪威科技的收購，並於2019年5月通過了證監會的審核，成功收購了北京豪威科技及其他相關資產。納入改革後，OMNIVISION重啟研發與生產，至今互補式金屬氧化物半導體感光元件CMOS市佔率為全球第三，僅次於索尼和三星。

## 公司沿革
OMNIVISION 公司的重要里程碑如下：
- 1995年：由奧斯來科技所創立。
- 1999年：第一個特定應用積體電路（ASIC）。
- 2000年：首次公開上市募股（IPO）。
- 2005年：收購CDM-Optics公司，該公司為實現波前編碼（英语：Wavefront coding）商業化而成立[12]。
- 2010年：收購Aurora Systems，並將LCOS加入其產品線[13]。
- 2011年：收購柯達專利[14]。
- 2015年：2015年4月簽署協議後，被一批中國投資機構收購，其中包括中信資本、北京清芯華創和金石投資，收購價格約為現金19億美元[15]。
- 2016年：由於被中國私募股權財團收購，而下市成為一家私人公司[16]。
- 2019年：韋爾半導體以21.78億美元收購OMNIVISION和SuperPix Micro Technology，並將其合併為Omnivision集團[17][18]。
- 2019年：OV6948獲得世界上最小的商業化感測器金氏世界紀錄[19] 。
- 2022年：豪威科技 OmniVision Technologies更名為OMNIVISION，並增加了兩個新的業務部門：類比解決方案和觸控與顯示解決方案。

## 技術

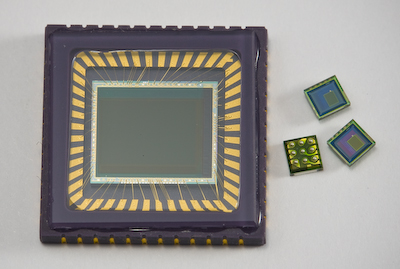
一個OV7910和三個OV6920影像感測器，兩種類型都有AV端子（NTSC）輸出。

### OmniPixel3-HS
OMNIVISION的正面照明（Front-Side Illumination，FSI）技術用於製造小型相機，其裝置於智慧型手機、筆記型電腦和其他需要低光效能而無需閃光燈的應用。
OmniPixel3-GS在其前身的基礎上進行擴展，用於面部認證的眼動追蹤，以及其他電腦視覺應用。

### OmniBSI
背面照明影像（Back-Side Llluminated，BSI）技術與FSI架構的不同之處，在於如何將光線傳遞到感測器的光敏區。在FSI架構中，光線必須首先通過電晶體、電介質層和金屬電路。相反地，OmniBSI技術將影像感測器倒過來，在像素的背面應用彩色濾光片和微透鏡，從而通過感測器背面收集光線。

### OmniBSI-2
第二代BSI技術由OMNIVISION與TSMC台灣積體電路製造合作開發，採用客製化的65奈米設計規則和300毫米銅製程製造，這些技術的改變是為了改善低光靈敏度、暗電流和電位能井容量，並提供更清晰的影像。

### CameraCubeChip
在相機模組中，感測器和鏡頭的製造過程採用半導體堆疊方法，透過結合CMOS影像感測器、晶片級封裝製程（Chip Scale Packaging，CSP）和晶圓級微透鏡（Wafer-Level Optics （页面存档备份，存于），WLO）的單一步驟，製造出晶圓級光學元件。這些完全整合的晶片產品，具有相機功能且有助於生產體積輕薄短小的裝置。

### RGB-Ir 技術
RGB-Ir技術使用彩色濾光片製程提高色彩的保真度，透過將其像素陣列圖案的25%投入到紅外線，75%投入到三原色光模式，可同時捕獲三原色光模式和紅外線影像，使其有能力用同一個感測器，捕捉白天和夜晚的影像。該技術用於以電池供電的家庭保全攝影機，以及生物識別，如手勢和面部識別。

### PureCel 技術
OMNIVISION開發了PureCel和PureCel Plus影像感測器技術，為智慧型手機和運動攝影提供更多的攝影功能，目標是提供更小的相機模組，其可實現更大的光學格式，並提供更好的影像品質，尤其是在低光照條件下的品質。
這兩種技術都是以堆疊晶片的形式提供（PureCel-S 和 PureCelPlus-S），這種堆疊式晶片方法將成像陣列與影像感測器處理管道分離成一個堆疊式晶片架構，可以在感測器上實現額外功能，且與非堆疊式感測器相比，提供了更小的晶片尺寸。PureCelPlus-S使用部分深溝隔離（Deep Trench Isolation，B-DTI）結構，其包括介面氧化物、首次沈積的HfO、TaO、氧化物、Ti基襯墊和鎢芯。這是OMNIVISION的第一個DTI結構，也是自2013年以來第一個金屬填充的B-DTI溝槽架構。
PureCel Plus使用埋藏式彩色濾光片陣列（Buried Color Filter Array，BCFA）來收集各種入射光角度的光線，以提高容差，深溝隔離通過在晶片內部的像素之間建立隔離牆來減少串擾耦合。
在PureCel Plus第二代中，OMNIVISION為實現更好的像素隔離和低光效能，著手改進深溝隔離，其目標應用為智慧型手機攝影鏡頭。

### DCG HDR 技術
OMNIVISION開發了其獨特的DCG技術，以擴大影像感測器的動態範圍，並在具有挑戰性的照明條件下實現準確的場景再現。它採用了光生電荷的雙重採樣，同時具有像素級的高低轉換增益，高轉換增益讀出能夠降低讀取雜訊，而低轉換增益能夠實現更高的全井容量，擴展了影像感測器的低光範圍，提供準確、低雜訊和無移動性假象的HDR畫面擷取。

### SCG 技術
SCG技術能夠在所有照明條件下，實現最佳影像品質和最佳訊號雜訊比。
透過將高、低轉換增益與SCG開關相連接，即可啟動選擇性電荷檢測，以獲得最佳讀出路徑。額外的轉換增益和SCG開關可以在一個影像感測器中容納極亮和極暗的影像讀出，同時提供出色的影像品質。
該技術使影像感測器能夠選擇最佳的讀出路徑，以消除極亮光線條件下的影像飽和度，並降低超低光環境下的雜訊水準。

### Nyxel
OMNIVISION的Nyxel近紅外線成像技術，是為了滿足先進的機器視覺、監控和汽車攝影機應用的低光和夜視效能要求而開發，結合了厚晶片像素架構和對晶圓表面紋理的精心管理以提高量子效率。此外，擴展的深溝隔離有助於在不影響感測器暗電流的情況下，保留調製轉換函數，進一步提高夜視能力。效能改進包括影像品質、擴展的影像偵測範圍和更低的光源要求，從而降低整體系統功耗。

### Nyxel 2
第二代Nyxel近紅外技術在第一代基礎上改進，增加矽的厚度以提高成像靈敏度，深溝隔離得到進一步擴展以解決串擾問題，而不影響光學調節傳送功能。晶片表面經過改進後，改善擴展的光子路徑並增加光電子轉換，與第一代技術相比，該感測器在不可見的940奈米電磁波譜中，達成了25%的改進，在幾乎不可見的850奈米近紅外波長中，達成了17%的改進。

### LED閃爍緩解和高動態範圍
高動態範圍成像依賴於演算法，將數個影像擷取合併為一個，以創建一個比單獨的原始擷取更高品質的影像。發光二極體（LED）照明在HDR下可能會產生閃爍效應。這對機器視覺系統來說是個問題，例如用於自動駕駛汽車的機器視覺系統。這是因為LED在汽車環境中無處不在，從車頭燈到交通號誌、路標等都使用LED燈具。雖然人眼可以適應LED的閃爍，但機器視覺卻不能。為了減輕這種影響，OMNIVISION採用了分割像素技術。讓一個大的光電二極體使用短曝光時間捕捉一個場景。一個小型光電二極體則使用長曝光時間同時捕捉LED信號。然後，這兩幅影像會被整合到最終的圖片中，成為一個無閃爍的影像。

## 產品

### CMOS 影像感測器
OMNIVISION CMOS影像感測器的解析度範圍涵蓋6400萬像素到100萬像素以下。2009年，OMNIVISION收到了來自蘋果公司320萬像素和500萬像素（CMOS image sensor，CIS）的訂單。

### ASICS
OMNIVISION生產特殊應用積體電路（ASIC），作為其影像感測器的配套產品，用於汽車、醫療、擴增實境和虛擬實境（AR/VR）以及物聯網應用。

### CameraCubeChip
OMNIVISION公司的CameraCubeChip，是一個完全封裝的晶圓級相機模組，尺寸為0.65毫米 X 0.65毫米，可整合到直徑小至1.0毫米的一次性內視鏡和導管中，這些醫療裝置應用於從診斷到微創手術在內的一系列醫療程序。

### LCOS
OMNIVISION生產用於顯示應用的液晶覆矽（LCOS）投影技術。
2018年，AR新創公司Magic Leap在其Magic Leap One混合實境產品中，同時採用了OMNIVISION LCOS技術和感測器橋接ASIC。

## 市場與應用
數位影像市場已經匯聚成兩個主要的發展方向：數位攝影和機器視覺。雖然智慧型手機的相機曾有一段時間為推動市場的主要動力，但自2017年以來，機器視覺應用推動了新的發展，自動駕駛汽車、醫療設備、小型化保全攝影機和物聯網（IoT）裝置都依賴於先進的影像技術。
OMNIVISION廣泛的類比產品包括電源管理裝置，如LED驅動器、DC-DC開關和線性穩壓器、電壓基準，以及特殊功能裝置，如USB電源開關、負載開關和介面裝置。獨立產品則包括ESD/TVS、MOSFET、絕緣柵雙極電晶體和肖特基二極體。
OMNIVISION的觸控和顯示驅動器整合（TDDI）產品包括LCD TDDI、OLED DDIC以及用於行動、PC和汽車應用的獨立觸控解決方案。
OMNIVISION產品為以下市場區隔所設計：
- 行動裝置
- 汽車
- 安全
- 物聯網/新興應用
- 運算
- 醫療

以下是已被終端用戶採用的OMNIVISION產品之範例：
- 蘋果公司iPhone 5的前置相機鏡頭是OV2C3B[38]。
- 2013年發佈的樹莓派官方500萬像素相機鏡頭使用的是OV5647[39]。
- 2014年，谷歌為將AR/VR技術導入行動應用，開發了3D地圖技術Project Tango[40]。Tango包含一些OMNIVISION的產品，包括一個可實現高解析度照片和影片的400萬像素RGB-Ir感測器、其標準鏡頭中的深度感知，以及一個低功耗的CameraChip[41]。
- Netgear公司的Arlo家庭保全攝影機是一個電池操作的無線攝影保全系統，其包含多款OMNIVISION產品，包括OV00788作為攝影機的影像訊號處理器，以及OV9712，後者為一個具有影片擷取能力的100萬像素逐行掃描CMOS影像感測器[42]。
- Ring門鈴使用一個高傳真相機，其中包含一個OMNIVISION OV9712 100萬像素影像感測器OMNIVISION H.264[43]和一個用於影片處理的影片壓縮晶片[44]。
- 索尼PlayStation在PlayStation_Camera中使用了兩個OV9713 CMOS影像感測器，以及兩個USB橋接ASIC解決方案。此外，其搭載了一個專門為索尼製造的OV580 ASIC晶片[45]。
- 汽車系統供應商ZF Group在其第四代S-Cam中納入了OMNIVISION CMOS影像感測器，包括單鏡頭和三鏡頭的設定[46]。
- 截至2020年6月為止，特斯拉Model S/X/3/Y的車尾自動駕駛鏡頭使用了OV10635 720p CMOS感測器[47]。
- 華碩ZenFone 4智慧型手機系列的所有五個型號都包括雙鏡頭設定，中端機型的前置鏡頭和輔助感測器均使用800萬像素的OV8856，以提供120度的超寬視角。ZenFone 4 Selfie使用500萬像素的低解析度OV5670作為其副感測器，目的同樣是為了獲得超寬視角[48]。
- 微軟Surface_Pro_4配備了一個800萬像素的後置鏡頭，採用OV5693影像感測器，以及一個500萬像素的前置鏡頭，採用OV8865影像感測器。後置鏡頭有1.4微米的像素，和適用於低光照情況的F/2光圈，前置鏡頭則提供了更寬的視角，用於視訊通話，畫質帶有些許顆粒感[49]。
- 高通虛擬實境設計套組（Virtual Reality Design Kit，VRDK）的開發，是為了給消費電子製造商提供基礎，以便它們能夠在高通驍龍VR硬體基礎上，開發VR頭戴式裝置。為實現定位追蹤，該公司設計了由OV9282全局快門影像感測器支援的板載相機，可以用120Hz的速度擷取1280 x 800影像，或以180赫茲的速度擷取640x480像素影像。高通選擇該款產品的理由，是因低延遲使其成為VR頭戴式裝置的理想選擇[50]。
- 戴爾的 Latitude 5000、7000和9000系列筆記型電腦採用了OMNIVISION的OV02C影像感測器。